# サリシン
サリシン (Salicin) は、D-グルコースを含むアルコール性のβ-グルコシドである。サリチルアルコールをアグリコンとする。サリシンはすべてのヤナギの樹皮で産生する抗炎症性のグルコシドである。
サリシンは、アスピリンと化学的に大きな関係を持っており、人体においては鎮痛剤としてとてもよく似た効果を与える。服用するとサリチル酸に分解されるが、服用時にはキニーネのような苦味を感じる。